# Geomalacus anguiformis
Geomalacus anguiformis is een slakkensoort uit de familie van de Arionidae. De wetenschappelijke naam van de soort is voor het eerst geldig gepubliceerd in 1845 door Pierre Marie Arthur Morelet.